# Omicidio di Giuseppe Di Matteo
L'omicidio di Giuseppe Di Matteo venne commesso a San Giuseppe Jato, l'11 gennaio 1996, da esponenti mafiosi nel tentativo di impedire che il padre, Santino Di Matteo, collaboratore di giustizia ed ex-mafioso, collaborasse con gli investigatori. L'omicidio ebbe grande risalto sui mezzi di comunicazione italiani. Il cadavere non fu mai ritrovato perché venne disciolto in un fusto di acido nitrico.

## Storia
Giuseppe Di Matteo, nato a Palermo il 19 gennaio 1981, fu rapito il pomeriggio del 23 novembre 1993, all’età di dodici anni, in un maneggio di Villabate, da un gruppo di mafiosi che agivano su ordine di Giovanni Brusca, boss di San Giuseppe Jato allora latitante. Il rapimento venne architettato il 14 novembre 1993, quando Matteo Messina Denaro, Leoluca Bagarella, Giuseppe Graviano e Giovanni Brusca si incontrarono in una fabbrica di calce a Misilmeri. Bagarella, Graviano e Messina Denaro rimproverano Brusca di non aver preso provvedimenti riguardo alla grande quantità di uomini appartenenti al commando della strage di Capaci che stava collaborando con la giustizia: parlando dei pentiti, dopo aver scartato qualche nome poiché utile a Giovanni Brusca, Giuseppe Graviano propose di uccidere il piccolo Di Matteo. Giovanni Brusca suggerì di sequestrarlo anziché eliminarlo subito. Graviano, Bagarella e Messina Denaro diedero il loro assenso, così Graviano si offrì di organizzare il rapimento. Secondo le deposizioni di Gaspare Spatuzza, uomo di fiducia di Graviano che prese parte al rapimento, i sequestratori si travestirono da poliziotti della DIA, ingannando facilmente il ragazzino, che credeva di poter rivedere il padre, in quel periodo sotto protezione lontano dalla Sicilia. Spatuzza raccontò anche che: «Agli occhi del ragazzo siamo apparsi degli angeli, ma in realtà eravamo dei lupi. [...] Lui era felice, diceva “Papà mio, amore mio”». Il giovane fu legato e lasciato nel cassone di un furgoncino Fiat Fiorino, chiuso in un magazzino a Lascari, prima di essere consegnato ai suoi carcerieri.
La famiglia cercò notizie del figlio presso gli ospedali della zona, ma, quando, il 1º dicembre 1993, giunse alla famiglia un biglietto con il messaggio "Tappaci la bocca" e con due foto del ragazzo con in mano un quotidiano del 29 novembre 1993, fu chiaro che il rapimento era finalizzato a spingere Santino Di Matteo a ritrattare le sue rivelazioni sulla strage di Capaci e sull'uccisione dell'esattore Ignazio Salvo.
La madre di Giuseppe, Francesca Castellese, denunciò la scomparsa del figlio il 14 dicembre 1993. In serata fu recapitato un nuovo messaggio a casa del nonno, omonimo, Giuseppe Di Matteo, con scritto “Il ragazzo ce l'abbiamo noi, non andare dai Carabinieri se tieni alla pelle di tuo nipote”; successivamente, al nonno fu fatta vedere una foto del ragazzo e gli venne comunicato che “Devi andare da tuo figlio e farci sapere che, se vuole salvare il bambino, deve ritirare le accuse fatte a quei personaggi, deve finire di fare tragedie”.

Per tutto il 1994 Giuseppe venne spostato in varie prigioni nel palermitano, nel trapanese e nell'agrigentino (perlopiù masserie o edifici disabitati, Matteo Messina Denaro si offrì di tenere segregato il bambino nel trapanese a seguito delle lamentele di Brusca, coinvolgendo anche la mafia agrigentina cui era strettamente legato) e nell'estate 1995 fu infine rinchiuso in un vano sotto il pavimento di un casolare-bunker costruito nelle campagne di San Giuseppe Jato al quale si accedeva azionando un meccanismo elettromeccanico, dove rimase per 180 giorni fino alla sua uccisione.
Il padre, Santino Di Matteo, dopo un tentativo andato a vuoto di cercarlo a ottobre con Gioacchino La Barbera e Balduccio Di Maggio, pure loro collaboratori, decise di proseguire la collaborazione con la giustizia. Quando Brusca, latitante, venne condannato all'ergastolo per l'omicidio di Ignazio Salvo, su richiesta di Messina Denaro, dei Graviano e Bagarella, ordinò a Enzo Brusca, Vincenzo Chiodo e Giuseppe Monticciolo di uccidere il ragazzo, che venne quindi strangolato e poi disciolto nell'acido l'11 gennaio 1996, dopo venticinque mesi di prigionia. Nel corso del processo, Vincenzo Chiodo raccontò i dettagli macabri e orribili di come avvenne il delitto:
(Vincenzo Chiodo, udienza del 28 luglio 1998)

## Processi
(Giovanni Brusca, dichiarazione tratta dal libro Ho ucciso Giovanni Falcone, di Saverio Lodato, Mondadori)
Ci furono vari processi per la morte di Giuseppe Di Matteo, che hanno portato a numerose condanne.

Giovanni Brusca tratto in arresto il 20 maggio 1996

Nel 1997 si aprì il primo processo nei confronti di 32 persone accusate a vario titolo di aver partecipato al sequestro, alla prigionia e all'uccisione del piccolo Di Matteo; pubblico ministero fu il magistrato Alfonso Sabella, che si era occupato in prima persona delle indagini, e si costituirono parti civili il padre Santino Di Matteo insieme alla madre Francesca Castellese e all'altro figlio, prima volta nella storia processuale che un collaboratore di giustizia si costituiva parte civile in un dibattimento. Durante un'udienza del processo della strage di Capaci, Giovanni Brusca, nel frattempo divenuto collaboratore di giustizia, chiese pubblicamente perdono ai familiari di Giuseppe (cosa che avrebbe fatto più volte nei confronti dei familiari delle sue vittime); nel 1998, nel corso di un confronto nell'udienza del processo "Borsellino bis", Santino Di Matteo scagliò un microfono contro Brusca e gli urlò: "Animale, non sei degno di stare in quest'aula, ti dovrei staccare la testa!". Nel 1999 la Corte d'Assise di Palermo condannò Giovanni Brusca a trent'anni di carcere, il fratello Enzo a ventotto anni mentre Vincenzo Chiodo ebbe ventisette anni e a Giuseppe Monticciolo e a Salvatore Grigoli (uno dei partecipanti reo confessi del rapimento nel 1993) vennero inflitti 20 anni di carcere: per tutti vennero riconosciute le attenuanti e lo sconto di pena per la collaborazione con la giustizia mentre per gli altri imputati vennero erogati trenta ergastoli, per questo delitto e per altri commessi nel palermitano.
Sempre nel 1999, con le dichiarazioni di un importante collaboratore di giustizia di Porto Empedocle, Alfonso Falzone, e con l'operazione che ne seguì ("Akragas II"), vennero arrestati numerosi esponenti mafiosi della provincia di Agrigento accusati di circa vent'anni di delitti, compreso il sequestro Di Matteo, in cui Falzone affermava di essere coinvolto per fare un "favore" all'alleato palermitano Brusca. Nel luglio dello stesso anno si aprì così il maxiprocesso denominato "Akragas", il primo grande processo a Cosa Nostra di Agrigento, che trattava, tra gli altri omicidi e reati, anche la "fase" agrigentina del sequestro del piccolo Di Matteo, che si concluse nel 2001 quando la Corte d'Assise di Agrigento, presieduta dal giudice Luigi Patronaggio, condannò come carcerieri, oltre a Falzone, i boss empedoclini Giuseppe Gambacorta, Gerlandino Messina, Luigi Putrone e Filippo Sciara (mafioso di Siculiana), che ebbero l'ergastolo.
Nel 2004 intervennero le dichiarazioni del collaboratore di giustizia Ciro Vara (ex capomandamento di Vallelunga Pratameno e braccio destro del boss Giuseppe "Piddu" Madonia), il quale si autoaccusò di aver avuto un ruolo in alcune fasi della prigionia di Giuseppe Di Matteo (che gli venne "affidato" dal dottor Antonio Di Caro, boss di Canicattì strangolato e sciolto nell'acido nel 1995 su ordine di Brusca), e rivelò ai magistrati i nomi di altri responsabili rimasti fino ad allora sconosciuti: fu così possibile celebrare un terzo processo, questa volta nei confronti di altri partecipanti alla "fase" agrigentina e nissena del rapimento, che si concluse nel 2006 con la condanna all'ergastolo di Mario Capizzi (ritenuto il capomandamento di Ribera), Giovanni Pollari (capomandamento di Cianciana) e Salvatore Fragapane (capomafia di Sant'Elisabetta) mentre Ciro Vara ebbe quattordici anni con lo sconto di pena previsto per i collaboratori di giustizia; furono invece assolti i fratelli Alessandro e Daniele Emmanuello di Gela, Alfonso Scozzari di Vallelunga Pratameno, Giuseppe Fanara di Sant'Elisabetta e Salvatore Longo di Cammarata.
Nel 2008, il collaboratore di giustizia Gaspare Spatuzza, che non era indagato per il sequestro, ammise di aver partecipato alle prime fasi del rapimento, permettendo quindi l'apertura del quarto processo, in cui vennero imputati di sequestro di persona e omicidio, oltre a Spatuzza stesso, anche Giuseppe Graviano, Matteo Messina Denaro, Francesco Giuliano, Luigi Giacalone e Salvatore Benigno mentre con il rito abbreviato vennero giudicati Benedetto Capizzi, Cristofaro Cannella e Cosimo Lo Nigro. Al processo, Spatuzza chiese pubblicamente scusa: "Chiedo perdono a tutti, alla famiglia del piccolo Giuseppe Di Matteo e alla società civile, che abbiamo violentato e oltraggiato". Nel 2010 il gup Daniela Troja condannò a 30 anni di reclusione ciascuno Capizzi, Cannella e Lo Nigro mentre nel 2012 la Corte d'assise di Palermo, presieduta dal giudice Alfredo Montalto, condannò all'ergastolo Matteo Messina Denaro, Giuseppe Graviano, Salvatore Benigno, Francesco Giuliano e Luigi Giacalone; Spatuzza ebbe invece dodici anni con lo sconto di pena previsto per la sua collaborazione.
Nel 2011 scattò l'operazione "Kamarat" coordinata dal procuratore aggiunto di Palermo Vittorio Teresi e dai sostituti Giuseppe Fici ed Emanuele Ravaglioli, che portò all'arresto di quattro persone ai vertici delle cosche di Cammarata e Casteltermini, tra cui Angelo Longo (ritenuto il capo della "famiglia" di Cammarata), accusato anche di essere stato uno dei carcerieri del piccolo Di Matteo sulla base delle dichiarazioni dei collaboratori di giustizia Antonino Giuffrè, Luigi Putrone e Maurizio Di Gati. Assolto da quest'accusa in primo grado nel 2014, Longo verrà condannato all'ergastolo in appello e nel 2016 tale condanna diverrà definitiva.
Messina Denaro, durante l’interrogatorio in carcere e davanti al GIP a seguito del suo arresto del 2023, dopo quasi tre decenni di latitanza, ha ammesso di aver ordinato il sequestro del piccolo Giuseppe Di Matteo ma ha negato la responsabilità dell'omicidio, responsabilità che ha scaricato su Brusca, da poco tornato in libertà (vigilata) a seguito del termine della pena.

## Influenza culturale
Alla vicenda di Giuseppe Di Matteo sono ispirati vari film. Nel secondo episodio di Tu ridi, Lello Arena interpreta il ruolo di rapitore e carceriere di un bambino, figlio di un boss mafioso pentito. L'epilogo del film presenta molte analogie con l'uccisione del piccolo Giuseppe. La storia ha ispirato anche il film Sicilian Ghost Story, frutto di una coproduzione tra Italia, Francia e Svizzera. Attorno a questa vicenda si svolgono gli eventi raccontati nel film Lo scambio, di Salvo Cuccia.
Intorno al sequestro del piccolo Di Matteo, si dipana inoltre la serie televisiva Il cacciatore, con Francesco Montanari, trasmessa da Rai 2 nel 2018 e il seguito Il cacciatore 2 del 2020.